# یواس‌اس براندنبورگ (۱۹۰۱)
یواس‌اس براندنبورگ (۱۹۰۱) (به انگلیسی: USS Brandenburg (1901)) یک کشتی بود که طول آن ۴۳۰ فوت (۱۳۰ متر) بود. این کشتی در سال ۱۹۰۱ ساخته شد.